# Moraine
Moraine är en stad i Montgomery County i delstaten Ohio, USA. Staden hade år 2000 6 897 invånare. Den har enligt United States Census Bureau en area på 24,2 km². 
Här byggs bland annat SAAB 9-7X.